# دييغو كوكا (لاعب كرة قدم)
دييغو كوكا (بالإسبانية: Diego Coca)‏ هو لاعب كرة قدم سلفادوري، ولد في 26 أغسطس 1994 في السلفادور. لعب مع نادي أكويلا.